# دابن
دابن (به بلغاری: Daben) یک منطقهٔ مسکونی در بلغارستان است که در شهرستان لوکوویت واقع شده‌است.